# 約翰·布爾戈斯
約翰·布爾戈斯（西班牙語：John Burgos，1967年8月2日—），多明尼加棒球選手，守備位置為投手。職棒生涯歷經美國職棒小聯盟、獨立聯盟及墨西哥聯盟的多個球隊，1999年到台灣效力於中華職棒三商虎及統一獅隊五年，中文登錄名為「柏格」，為中華職棒最多勝投場次紀錄的左投手。2004年轉戰中國棒球聯賽天津雄獅隊。

## 經歷

### 球員時期
美國職棒
- 德州遊騎兵隊（小聯盟，1986年～1988年）
- 聖路易紅雀隊（小聯盟，1989年～1990年）
- 費城費城人隊（小聯盟，1991年）
- 加州天使隊（小聯盟，1992年）
- 辛辛那提紅人隊（小聯盟，1993年～1995年）
- 德州遊騎兵隊（小聯盟，1997年）

美國職棒獨立聯盟
- St. Paul Saints（1996年
- Nashua Pride（1998年）

墨西哥聯盟
- Mexico City Tigres（1996年）
- Yucatan Leones（1997年）
- Dos Laredos Tecolotes（1998年）

中華職棒
- 三商虎隊（1999年）
- 統一獅隊（2000年－2003年）

中國棒球聯賽
- 天津雄獅隊（2004年）

### 教練時期
美國職棒
- 德州遊騎兵隊小聯盟Arizona Rangers 投手教練

## 職棒生涯成績

### 中華職棒
- (粗黑體字為該年度最佳或最高成績)

| 年度 | 球隊   | 出賽 | 先發 | 勝投 | 敗投 | 完投 | 完封 | 救援 | 中繼 | 奪三振 | 四死 | 投球局數 | 責失 | 防禦率 |
| ---- | ------ | ---- | ---- | ---- | ---- | ---- | ---- | ---- | ---- | ------ | ---- | -------- | ---- | ------ |
| 1999 | 三商虎 | 30   | 16   | 5    | 9    | 1    | 0    | 4    | －   | 85     | 34   | 125.2    | 44   | 3.15   |
| 2000 | 統一獅 | 28   | 26   | 19   | 5    | 6    | 1    | 0    | －   | 125    | 40   | 182.1    | 48   | 2.37   |
| 2001 | 統一獅 | 28   | 27   | 18   | 4    | 4    | 3    | 0    | －   | 143    | 40   | 199.2    | 45   | 2.03   |
| 2002 | 統一獅 | 30   | 30   | 11   | 12   | 3    | 2    | 0    | －   | 137    | 62   | 213.0    | 91   | 3.85   |
| 2003 | 統一獅 | 10   | 10   | 5    | 4    | 1    | 0    | 0    | －   | 51     | 15   | 65.1     | 20   | 2.76   |
| 合計 | 5年    | 126  | 109  | 58   | 34   | 15   | 6    | 4    | 0    | 541    | 191  | 786.0    | 248  | 2.84   |

## 特殊紀錄
- 2000年，獲得職棒11年7月投手最有價值球員。
- 2001年，獲得職棒12年4月投手最有價值球員、年度勝投王、最高勝率投手、年度最佳十人投手獎。
- 2002年，獲得職棒13年4月投手最有價值球員、年度金手套投手獎。

## 外部連結
- 約翰·布爾戈斯在台灣棒球維基館上的頁面（繁體中文）
- 約翰·布爾戈斯在中華職棒官網
- 約翰·布爾戈斯在Baseball-Reference.com（小聯盟以及海外聯盟）（英语）

| 前任： 楓康   | 中華職棒勝投王 2001年           | 繼任： 宋肇基 |
| 前任： 養父鐵 | 中華職棒金手套獎（投手） 2003年 | 繼任： 潘威倫 |